# Hárbarðzljóð
Lo Hárbarðzljóð (Poema di Hárbarðr) è uno dei poemi che compongono l'Edda poetica.

## Trama
Odino, sotto le mentite spoglie del traghettatore Hárbarðr, incontra Thor presso un fiordo. Quest'ultimo vorrebbe attraversare in barca lo specchio d'acqua, ma Odino, sull'altra sponda del fiordo, si rifiuta di trasportarlo, ingaggiando con lui un flyting, uno scambio rituale di insulti comune nella letteratura germanica. Il litigio viene scatenato da Thor stesso, che ironicamente nomina Hárbarðr "giovane tra i giovani", nonostante l'apparente età avanzata dell'uomo.
Hverr er sá sveinn sveina,

er stendr fyr sundit handan?»
Chi è quel giovane tra i giovani,

che se ne sta al di là del fiume?»
Hárbarðr risponde con scherno alle richieste di passaggio di Thor, affermando di avere l'ordine, impartitogli dal padrone della barca, di concedere l'attraversata solamente a uomini buoni e a quelli ch'egli conosce bene. Il dialogo continua tra le provocazioni che provengono da ambo le parti. Ricorrente è la domanda "Intanto tu che facevi?", che le due divinità si scambiano con tono di sfida, vantando da entrambi i lati le corrispettive gesta.
Þaf efr eik, er af annarri skefr,

of sik er hverr í slíku.

Hvat vanntu þá meðan, Þórr?»
Una quercia guadagna ciò che un'altra perde,

ognuno pensa a sé quand'è così.

Intanto tu che facevi, Thor?»
Ek var austr ok jǫtna barðak

brúðir bǫlvísar , er til bjargs gengu;

mikil myndi lífði vætr myndi manna

undir Miðgarði.

Hvat vanntu þá meðan, Hárbarðr?»
Ero ad oriente e uccidevo giganti

e spose del male, mentre andavo verso i monti;

la razza dei giganti avrebbe potuto essere grande,

ma non ci sarebbero stati più uomini viventi

in tutta Midgard.

Intanto tu che facevi, Hárbarðr?»
Il dialogo termina presto con la vittoria di Odino, grazie al sapiente uso di strategia e retorica, in contrasto con la scarsa arguzia di Thor. A quest'ultimo viene infatti negato il passaggio, cosa che lo porterà a superare il fiordo via terra, come indicato da Odino stesso.

## Simbologia
Il nome con cui viene identificato Odino, Hárbarðr, cioè "barba grigia", non è che un'indicazione della sua vera identità. Egli è infatti immaginato come un uomo anziano e canuto, ironicamente Thor lo chiamerà "giovane tra i giovani", dando il via al dialogo.
La vittoria di Odino su Thor rimarca la superiorità del primo sul secondo. Odino è infatti, come egli stesso afferma, "colui a cui spettano i nobili, quando cadono in battaglia", mentre a Thor spettano gli schiavi e i miserabili (þræll in nordico antico).